# Liste des fédérations affiliées à la FIM
Ceci est une liste des fédérations affiliées avec la Fédération internationale de motocyclisme.

## Europe
- Europe — Union Européenne de Motocyclisme
- Andorre — Federacio Motociclista d’Andorra
- Autriche — Oesterreichischer Automobil- Motorrad- und Touring Club
- Biélorussie — Belarusian Federation of Motorcycle Sport and Bicycle Motocross Sport
- Belgique — Fédération Motocycliste de Belgique
- Bosnie-Herzégovine — Bosanskohercegovački Auto-Moto Klub
- Bulgarie — Българска Федерация Мотоциклетизъм
- Croatie — Hrvatski Motociklisticki Savez
- Chypre — Κυπριακή Ομοσπονδία Μοτοσυκλέτας
- Tchéquie — Autoklub České republiky
- Danemark — Danmarks Motor Union
- Estonie — Eesti Mootorrattaspordi Föderatsioon
- Finlande — Suomen Moottoriliitto r.y.
- France — Fédération Française de Motocyclisme
- Allemagne — Deutscher Motor Sport Bund e. V.
- Grèce — Ελληνική Λέσχη Αυτοκινήτου και Περιηγήσεων
- Hongrie — Magyar Motorsport Szövetség
- Islande — Motorcycle and Snowmobile Sports Association of Iceland
- Irlande — Motor Cycle Union of Ireland (inclut Irlande du nord)
- Italie — Federazione Motociclistica Italiana
- Lettonie — Latvijas Motosporta Federācija
- Liechtenstein — Liechtensteiner Motorrad-Verband
- Lituanie — Lithuanian Motorcycle Sport Federation
- Luxembourg — Motor Union du Grand Duché de Luxembourg
- Monaco — Moto Club de Monaco http://mcm.mc/
- Monténégro — Auto-moto Savez Crne Gore
- Pays-Bas — Koninklijke Nederlandse Motorrijders Vereniging
- Norvège — Norges Motorsportforbund
- Pologne — Polski Związek Motorowy
- Portugal — Federação de Motociclismo de Portugal
- Russie — Motorcycle Federation of Russia
- Slovaquie — Slovenská Motocyklová Federácia
- Slovénie - Avto-Moto Zveza Slovenije
- Espagne — Real Federación Motociclista Española
- Suède — Svenska Motorcykel- och Snöskoterförbundet
- Macédoine du Nord — Avto Moto Sojuz na Makedonija
- Suisse — Fédération Motocycliste Suisse
- Royaume-Uni — Auto-Cycle Union (exclut Irlande du Nord)

## Afrique
- Algérie — Fédération Algérienne des Sports Mécaniques
- Côte d'Ivoire — Fédération Ivoirienne de Sports Automobile et Motocyclisme
- Égypte — Automobile and Touring Club of Egypt
- Maroc — Fédération Royale Marocaine de Motocyclisme
- Namibie — Namibia Motor Sport Federation

## Asie
- Bahreïn — Bahrain Motor Federation
- Chine — 中国摩托车运动协会网
- Hong Kong — Hong Kong Automobile Association
- Inde — Federation of Motor Sports Clubs of India
- Indonésie — Ikatan Motor Indonesia
- Iran — Automobile & Motorcycle Federation of I.R. Iran
- Israël — Automobile & Touring Club of Israel
- Japon — Motorcycle Federation of Japan
- Kazakhstan — Automotorsport Federation of the Republic of Kazakhstan
- Corée du Sud — Korea Motorcycle Federation
- Koweït — Kuwait International Automobile Club
- Macao — Automovel Clube de Macau China
- Malaisie — The Automobile Association of Malaysia
- Mongolie — Mongolian Automobile Motorcycle Sport’s Federation
- Philippines - National Motorcycle Sports and Safety Association
- Taïwan — 中華賽車會

## Amérique du Nord
- Canada — Canadian Motorcycle Association
- Costa Rica — Moto Club de Costa Rica
- Cuba — Federación Cubana de Motociclismo
- République dominicaine — Federación Dominicana de Motociclismo
- Salvador — Federación Salvadoreña de Motociclismo
- Guatemala — Federación Nacional de Motociclismo de Guatemala
- Mexique — Federación Mexicana de Motociclismo A.C.
- Nicaragua — Unión Nicaragüense de Motociclismo
- Panama — Unión Panameña de Motociclismo
- États-Unis — American Motorcyclist Association

## Amérique du Sud
- Argentine — Confederación Argentina de Motociclismo Deportivo
- Bolivie — Federación Boliviana de Motociclismo
- Brésil — Confederaçao Brasileira de Motociclismo
- Chili — Federación de Motociclismo de Chile
- Colombie — Federación Colombiana de Motociclismo
- Équateur — Federación Ecuatoriana de Motociclismo
- Paraguay — Federación Paraguaya de Motociclismo
- Pérou — Federación Peruana de Motociclismo
- Uruguay - Federación Uruguaya de Motociclismo
- Venezuela - Federación Motociclista Venezolana

## Océanie
- Australie — Motorcycling Australia
- Guam — Guam Motorcycle and ATV Corporation
- Nouvelle-Zélande — Motorcycling New Zealand Inc